# Lippoldsburg

Rekonstruktion der Lippoldsburg

Lageplan der Wallburg

Die Lippoldsburg war eine frühmittelalterliche Wallburg bei Hann. Münden in Südniedersachsen, die der lokalen Bevölkerung als Fliehburg diente. Ihre Reste befinden sich südwestlich des Ortsteils Lippoldshausen etwa 500 m nördlich der Werra. Sie liegt im bewaldeten Ilkstal auf einem nach Westen gerichteten Bergsporn, der nach drei Seiten steil abfällt.

## Beschreibung
Die dreiecksförmige Anlage einer Seitenlänge von 80–90 m bestand aus einer Hauptburg in Spornlage und einer Vorburg in Hanglage. Die Hauptburg bestand aus einer schildförmigen Ringmauer, die einen 90 × 70 m großen Innenraum umschloss. Davon ist heute nur noch ein flacher Schuttwall aus Steinen vorhanden. Zumindest im Bereich des Tores war die Mauer mit einer Wallhinterschüttung versehen gewesen. Eine Innenbebauung ist zwar nicht durch Befundbeobachtungen, aber durch entsprechende Siedlungsfunde nachgewiesen.
90 m östlich der Befestigung sichert ein 150 m langer Abschnittsgraben von 20 m Breite und 2,5 m erhaltener Tiefe die Burg gegen die Hochfläche ab. Von einem ebenfalls vorauszusetzenden Wall sind keine Spuren mehr vorhanden.

## Ausgrabung
Bei einer Ausgrabung 1998 wurden die Reste eines etwa 3 m breiten Zangentors mit kurzer Torgasse ausgegraben. Sie sind auch heute noch sichtbar. Die Fundamente der Toranlage bestanden aus tonnenschweren Bruchsandsteinen, die örtlich gewonnen wurden. Bei dem aufgefundenen Tor handelte es sich anscheinend um die einzige Toröffnung der Anlage. Im Innenraum der Befestigungsanlage wurden keine Besiedlungsspuren gefunden. Aufgrund von Keramikfunden wird der Entstehungszeitraum der Befestigungsanlage in das 9. und 10. Jahrhundert datiert. Die Ringmauer scheint in der Zeit um 1100 planmäßig abgebrochen worden zu sein, wie Keramik im Abbruchschutt der westlichen Torwange zeigt. Schriftliche Quellen der Überlieferung wurden bisher nicht bekannt.

## Zweck
Die Lage und Form der Befestigungsanlage lassen in Verbindung mit den archäologischen Befunden darauf schließen, dass es sich um eine frühmittelalterliche Fliehburg zum Schutz der lokal ansässigen Bevölkerung handelte. Möglicherweise bestand ein Bezug zu den nahegelegenen Dörfern Lippoldshausen und Wiershausen. Bei Kriegsgefahr konnten die Bewohner die Anlage als Rückzugsort mit ihrem Vieh aufsuchen.

## Heute
Heute liegt die Anlage größtenteils unter Wald. Zugänglich ist die frühere Burgstelle über Waldwege. Ein ausgeschilderter Weg beginnt an einem Parkplatz an der Verbindungsstraße von Lippoldshausen zur B 80 in Höhe einer Bachbrücke. Der Weg führt durch ein sehenswertes, tief in das Gelände eingeschnittenes Bachtal. An der Burgstelle findet sich im Bereich der früheren Toröffnung eine Hinweistafel, die die Befestigungsanlage erläutert.